# 남수단의 대통령
남수단 공화국의 대통령(영어: President of the Republic of South Sudan)은 남수단의 국가원수이다. 임기는 5년 중임제이며 1번 중임이 가능해 최대 임기는 10년까지이다.
2005년 1월 9일부터 2005년 7월 30일까지 남부 수단 자치 정부 수반에 존 가랑이 취임했으나 재임 중 헬기 사고로 사망해 살바 키르 마야르디트가 1개월 동안 대행을 맡은 뒤 대통령직을 승계하였다. 현재 독립 이후 남수단의 대통령은 살바 키르 마야르디트로 2011년 7월 9일에 남수단 공화국 초대 대통령에 취임해 2016년 7월 9일 두 번째 임기를 시작하였다.

## 목록
| 6             | 존 가랑 John Garang de Mabior            |                 | 2005년 1월 9일  | 2005년 7월 30일 | 수단인민해방운동 (SPLM) |
| - (대행)      | 살바 키르 마야르디트 Salva Kiir Mayardit |                 | 2005년 7월 30일 | 2005년 8월 11일 | 수단인민해방운동 (SPLM) |
| 7             | 살바 키르 마야르디트 Salva Kiir Mayardit | 2005년 8월 11일 | 2011년 7월 9일  |                 | 수단인민해방운동 (SPLM) |
| 남수단 공화국 |                                          |                 |                 |                 |                         |
| 1             | 살바 키르 마야르디트 Salva Kiir Mayardit |                 | 2011년 7월 9일  | 2016년 7월 9일  | 수단인민해방운동 (SPLM) |
| 1             | 살바 키르 마야르디트 Salva Kiir Mayardit | 2016년 7월 9일  |                 |                 | 수단인민해방운동 (SPLM) |